# Gerda Christian

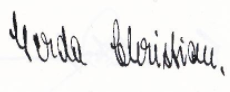
Assinatura de Gerda Christian

Gerda Christian nascida Gerda Daranowski (13 de dezembro de 1913 - 14 de abril de 1997) foi uma das secretárias particulares de Adolf Hitler durante a Segunda Guerra Mundial.

## Biografia
"Dara" (como Hitler se referia a ela) começou a trabalhar para ele em 1937 após a suas secretárias Johanna Wolf e Christa Schroeder terem se queixado por ter muito trabalho. Elas pediram ajuda, mas Hitler hesitou, porque não quis contratar uma terceira secretária até que finalmente cedeu e contratou Gerda Daranowski, que estava trabalhando para Elisabeth Arden.
Gerda se casou com o oficial da Luftwaffe Eckhard Christian em fevereiro de 1943 e deixou o emprego com Hitler. Ela foi substituída por Traudl Junge, mas foi readmitida no início de 1943.
Uma das últimas remanescentes do Führerbunker no final da guerra, Christian tentou escapar de Berlim, em 1 de Maio, juntamente com um grupo grande, incluindo as secretárias Else Krüger e Traudl Junge. O grupo, escondidos em um sótão, foi capturado pelos soviéticos, na manhã de 2 de maio. Christian foi repetidamente estuprada por grupos de soldados do Exército Vermelho numa floresta perto de Berlim.
Depois da guerra, foi morar em Düsseldorf, onde trabalhou no Hotel Eden. Ela era uma amiga de Werner Naumann, ex-secretário estadual do ministério da propaganda no Terceiro Reich e um líder de um grupo neo-nazista do pós guerra. Gerda Christian morreu de câncer em 1997 em Düsseldorf.

## Retrato na Mídia
Gerda Christian foi retratada pelas seguintes atrizes de cinema e televisão.
- Sheila Gish, em 1973 no filme britânico Hitler: Os últimos dez dias.
- Mitzi Rogers, em 1973 a produção da televisão britânica A Morte de Adolf Hitler.
- Birgit Minichmayr em 2004 no filme alemão A Queda (Der Untergang)